# Gian Maria Pisano Marras
Giovanni Maria Pisano Marras (Castelsardo, 22 novembre 1814 – ...) è stato un giurista e politico italiano.

## Biografia
Si laureò in giurisprudenza nel 1837 all’Università di Sassari diventando nel 1857 docente di prima classe di Diritto Penale e procedura civile e penale. Dal 1876 al 1881 e dal 1886 al 1887, ricoprì l’incarico di Rettore dell’Università sassarese. Di orientamento liberale, ebbe anche una carriera politica di livello, fu infatti consigliere del Comune e della Provincia di Sassari. Vestì anche la fascia tricolore del capoluogo turritano tra il 1854 e il 1855, periodo in cui la città vennè funestata da una epidemia di colera.
Fu inoltre consigliere scolastico, membro del Consiglio provinciale di Sanità, amministratore dell’Ospedale civile dell’Orfanotrofio e presidente della Congregazione di Carità
Pisano Marras fu anche deputato al parlamento del regno di Sardegna nella sua IV legislatura, in sostituzione del deputato Francesco Sulis.